# Ruth Marshall
Ruth Marshall, née en 1964 à Toronto, est une actrice canadienne.

## Biographie
Elle est née à Toronto et a grandi à Montréal. Elle a obtenu un diplôme d'anglais à l'Université McGill de Montréal.

## Filmographie

### Films
| Année | Titre                            | Rôle          | Notes |
| ----- | -------------------------------- | ------------- | ----- |
| 1993  | The Myth of the Male Orgasm      | Mimi          |       |
| 1993  | De l'amour et des restes humains | Candy         |       |
| 1995  | Dolores Claiborne                | la secrétaire |       |
| 1996  | Waiting for Michelangelo         | Evelyn        |       |
| 1999  | Dogmatic                         | Maddy         |       |
| 2008  | Baby Blues                       | Martha        |       |
| 2010  | Casino Jack                      | Susan Schmidt |       |

### Téléfilms
| Année     | Titre                             | Rôle                  | Notes                                         |
| --------- | --------------------------------- | --------------------- | --------------------------------------------- |
| 1994      | TekWar                            | Kylie Roman           | téléfilm                                      |
| 1994      | Wild C.A.T.S: Covert Action Teams | Voodoo (voix)         | épisodes Change of Mind et Cry of the Coda    |
| 1997      | FX, effets spéciaux               |                       | épisode Bad Influence                         |
| 1997      | Too Close to Home                 | Adrienne              | téléfilm                                      |
| 1998      | Power Play                        |                       | épisode High Noon                             |
| 1999      | Half a Dozen Babies               | Nina Angstrom         | téléfilm                                      |
| 2001-2004 | Doc                               | Donna Dewitt          | rôle principal (87 épisodes)                  |
| 2004      | This Is Wonderland                |                       | épisode 1.12                                  |
| 2005      | Méthode Zoé                       | Alana                 | épisode A Whisper from Zoe's Sister           |
| 2006      | Puppets Who Kill                  | la petite amie de Dan | épisode Buttons and the Dying Wish Foundation |
| 2006      | Destination 11 septembre          | Johnette              | téléfilm                                      |
| 2007      | Til Death Do Us Part              | Lavonne Cornell       | épisode The Beauty Queen Murder               |
| 2007      | Friends and Heroes                | Eza / Delilah (voix)  | rôle récurrent (4 épisodes)                   |
| 2007-2013 | Degrassi : La Nouvelle Génération | Helen Edwards         | rôle récurrent (31 épisodes)                  |
| 2008      | Le Dernier Souhait                | Dr. Candice Kessler   | téléfilm                                      |
| 2008      | Degrassi Spring Break Movie       | Mrs. Edwards          | téléfilm                                      |
| 2008-2009 | Flashpoint                        | Dr. Amanda Luria      | rôle régulier (15 épisodes)                   |
| 2009      | Célibataire cherche               | Cody (voix)           | épisode Bonnie & Mark                         |
| 2011      | She's the Mayor                   | Chloe                 | épisode Gimme Shelter                         |
| 2011      | The Listener                      | Amy Sterling          | épisode To Die For                            |
| 2012      | The Firm                          | Beverly               | épisode Chapter 10                            |
| 2012      | Rookie Blue                       | Mrs. Klein            | épisode Coming Home                           |
| 2012      | Christmas Song                    | Mrs. Barnes           | téléfilm                                      |